# Combe Seck
Pour les articles homonymes, voir Seck.
Combe Seck, née le 27 juin 1995, est une céiste sénégalaise.

## Carrière
Aux Championnats d'Afrique de course en ligne de canoë-kayak 2013 à Tunis, Combe Seck est médaillée de bronze du K2 500 mètres.
Elle remporte la médaille de bronze en K1 5000 mètres aux Championnats d'Afrique de 2016.
Elle est médaillée de bronze en C1 500 mètres ainsi que médaillée d'argent en C2 200 mètres et 500 mètres avec Oulimata Ba Fall aux Jeux africains de 2019.
Elle remporte la médaille d'argent en C1 200 mètres aux Championnats d'Afrique de course en ligne de canoë-kayak 2023 à Abuja et obtient un ticket pour les Jeux olympiques d'été de 2024 à Paris ; elle est aussi médaillée de bronze en C2 500 mètres avec Madjiguène Seck lors de ces championnats.
Elle est nommée porte-drapeau de la délégation du Sénégal aux Jeux olympiques d'été de 2024 à Paris aux côtés de l'athlète Louis François Mendy,.